# Pietro Formichi
Pietro Formichi (Sinalunga, 7 giugno 1829 – Siena, 22 gennaio 1913) è stato un compositore italiano.

## Biografia
Secondo Rinaldo Morrocchi, Formichi è stato maestro di cappella del duomo di Siena ed eccellente pianista, autore di molta musica sacra e di numerosi pezzi per pianoforte. Le notizie di Morrocchi confluiscono anche nel Dizionario dei musicisti di Carlo Schmidl. Fece molti concerti nei teatri senesi, e probabilmente fondò una Società Orchestrale negli anni '60 dell'Ottocento, che fu la terza formazione filarmonica della Siena del periodo, insieme alla Banda Municipale (diretta da Rinaldo Ticci) e alla Filarmonica. Nel 1868, il Gonfaloniere senese fuse le bande di Formichi e Ticci con l'orchestra dei teatri, ottenendo la più imponente formazione strumentale della città. Nel 1879, è proprio Formichi a succedere a Ticci come direttore della Banda e della scuola di musica annessa. Per la banda scrisse una enorme quantità di musica (mazurke, tarantelle, minuetti e valzer), prima di lasciare la direzione a Rinaldo Franci nel 1895. Una delle composizioni più famose è la Marcia del Palio, tutt'oggi eseguita. Una leggenda senese vuole che Formichi abbia incontrato Richard Wagner nel 1880, e che abbia tentato di fargli leggere la Marcia del Palio. Al suo funerale, nel 1913, partecipò anche il conte Guido Chigi-Saracini, futuro fondatore dell'Accademia Chigiana.

## Opere e fonti
Carlo Schmidl lo dice autore di «oltre un centinaio di composizioni per pianoforte nel genere leggero e brillante, fra cui molte fantasie e trascrizioni sopra motivi di opere rinomate e di canti popolari», Rinaldo Morrocchi ne sottolinea la molta produzione sacra al duomo e il sito del Palio di Siena lo vuole autore di copiose composizioni bandistiche.

### Autografi e copie manoscritte
Tali notizie non furono confermate dal Répertoire International de Sources Musicales (RISM) e dall'Ufficio Ricerca Fondi Musicali (URFM) che per molti anni hanno segnalato un unico Tantum ergo di Formichi rimasto all'Opera Metropolitana Senese. Solo nel 2018 gli studiosi hanno riscoperto molta della musica sacra (e anche molti lavori profani) di Formichi, probabilmente in forma autografa, nell'Archivio dell'Opera del Duomo. I numerosi cambi di gestione e sede della Banda Municipale hanno invece disperso gran parte degli autografi bandistici di Formichi, dei quali sopravvive, probabilmente, il solo autografo della Marcia del Palio, custodito dall'Unione Bandistico Senese, che dal 1959 è l'erede della tradizione filarmonica della città. Alcune composizioni per banda sopravvivono però in copia manoscritta grazie alla tradizione indiretta: il direttore della Banda Municipale degli anni '10 e '20, Ugo Mattii, copiò molto lavoro bandistico di Formichi, in esemplari anch'essi conservati dall'Unione Bandistica. La tradizione indiretta trasmette anche l'op. 113 per pianoforte di cui esiste una copia primo-novecentesca nel fondo delle compositrici Maria e Vittoria Barbetti, conservato nel materiale musicale manoscritto della Biblioteca degli Intronati di Siena.

### Edizioni a stampa
Il lavoro di Formichi ci è pervenuto soprattutto in forma stampata. Egli pubblicò con molti editori soprattutto milanesi (Lucca, Giovanni Canti, Ricordi, Alessandro Pigna), torinesi (Giudici & Strada) e fiorentini (Giovanni Gualberto Guidi, Genesio Venturini) una gran quantità di ballabili e canzoni (stampe che confermano le notizie di Schmidl): le prime edizioni sono conservate, in maggior numero, al Conservatorio di Milano, alla Biblioteca Nazionale di Firenze, e al Conservatorio di Roma. Alcune copie più rare, forse appartenute allo strumentista Torquato Ricci, sono nel materiale musicale della Biblioteca degli Intronati.